# Мазитов, Амир Минивалеевич
Мазитов Амир Минивалиевич (род. 5 июня 1968 года) — российский живописец,  Заслуженный художник Республики Башкортостан (2010). Заслуженный художник Российской Федерации (2023). Профессор, зав. кафедрой живописи, декан факультета изобразительных искусств  Уфимского государственного института искусств им. Загира Исмагилова.

## Биография
Мазитов Амир Минивалиевич родился 5 июня 1968 года в д. Верхнее Сазово Кугарчинского района БАССР.
В 1995 году окончил факультет живописи Уфимского института искусств УГИИ  (мастерская проф Э. М. Саитова и доц. М. А. Назарова), в 1998 году — аспирантуру Российской академии художеств при УГИИ (педагог — академик А. Ф. Лутфуллин).
Работает на кафедре живописи Уфимской государственной академии искусств имени Загира Исмагилова с 1999 года, с 2000 года — зав. кафедрой, с 2014 года - декан факультета изобразительных искусств, профессор.
Член Союза художников РФ с 1996 года, творческого объединения «Артыш» с 1995 года.
Картины художника хранятся в БГХМ им. М. В. Нестерова (Уфа), Галерея «Торн» (Вашингтон, США), Музей Л. Розенблюм (Тель-Авив, Израиль), Магнитогорская картинная галерея, картинная галерея г. Набережные Челны (РТ), Оренбургский областной музей изобразительных искусств, картинные галереи Бельгии, Австрии, США, Италии, Турции, Португалии, ОАЭ, Китая и др.

## Картины
«Мальчик» (1992—1996), «Старик и колеса» (1996), «Пророк» (1994—2023), «Притчи» (1995—2023), «Отец» (1997—2020), «Посвящение родителям» (1995—2000), «Эпос» (1999—2023), «О Салавате» (1997—2020) и др.; циклы работ: «Плетеное небо» (1994—2000), «Жажда» (1995—1997). Картины: «Большая рыбная клеть» (1986), «Урал-батыр» (1997), «Художник-II», (2001—2023), «Мёд дерева» (2003—2023); серии "Воин" (2020 - 2025), "Поэт" (2020 - 2025) и др.

## Выставки
Мазитов Амир Минивалиевич — участник молодёжных, республиканских, всероссийских, международных выставок с 1988 года.
Победитель республиканской выставки-конкурса "Эпос Урал-Батыр" (2000).
Диплом 1 степени, 1 место в номинации "Живопись" международного триеннале современного искусства "Лабиринт" (2019).

## Награды и звания
- Заслуженный художник Российской Федерации (23 октября 2023 года) — за заслуги в развитии отечественной культуры и искусства, многолетнюю плодотворную деятельность[1].
- Заслуженный художник Республики Башкортостан (2010).
- Государственная республиканская молодёжная премия им. Ш. Бабича (1998).
- Звание «Человек года в области искусства» МБО США
- Золотая медаль Секретариата СХ РФ
- Государственный стипендиат Министерства культуры РФ и СХ РФ (2014).